# Département de Cruz Alta
Le département de Cruz Alta est une des 17 subdivisions de la province de Tucumán, en Argentine. Son chef-lieu est la ville de Banda del Río Salí.
Le département a une superficie de 1 255 km2. Sa population était de 162 240 habitants, selon le recensement de 2001 (source : INDEC).

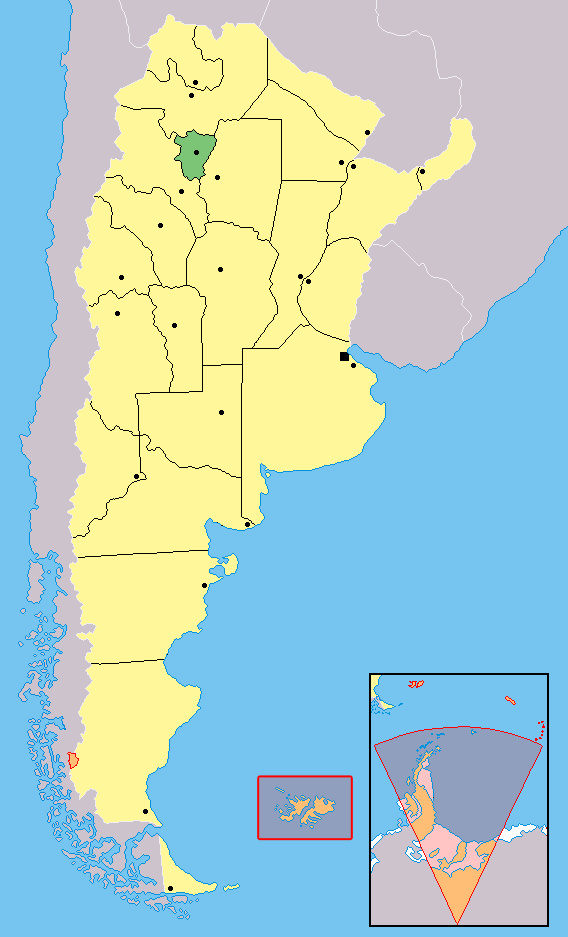
Localisation de la province de Tucumán en Argentine